# Rivalidade Cristiano Ronaldo–Messi

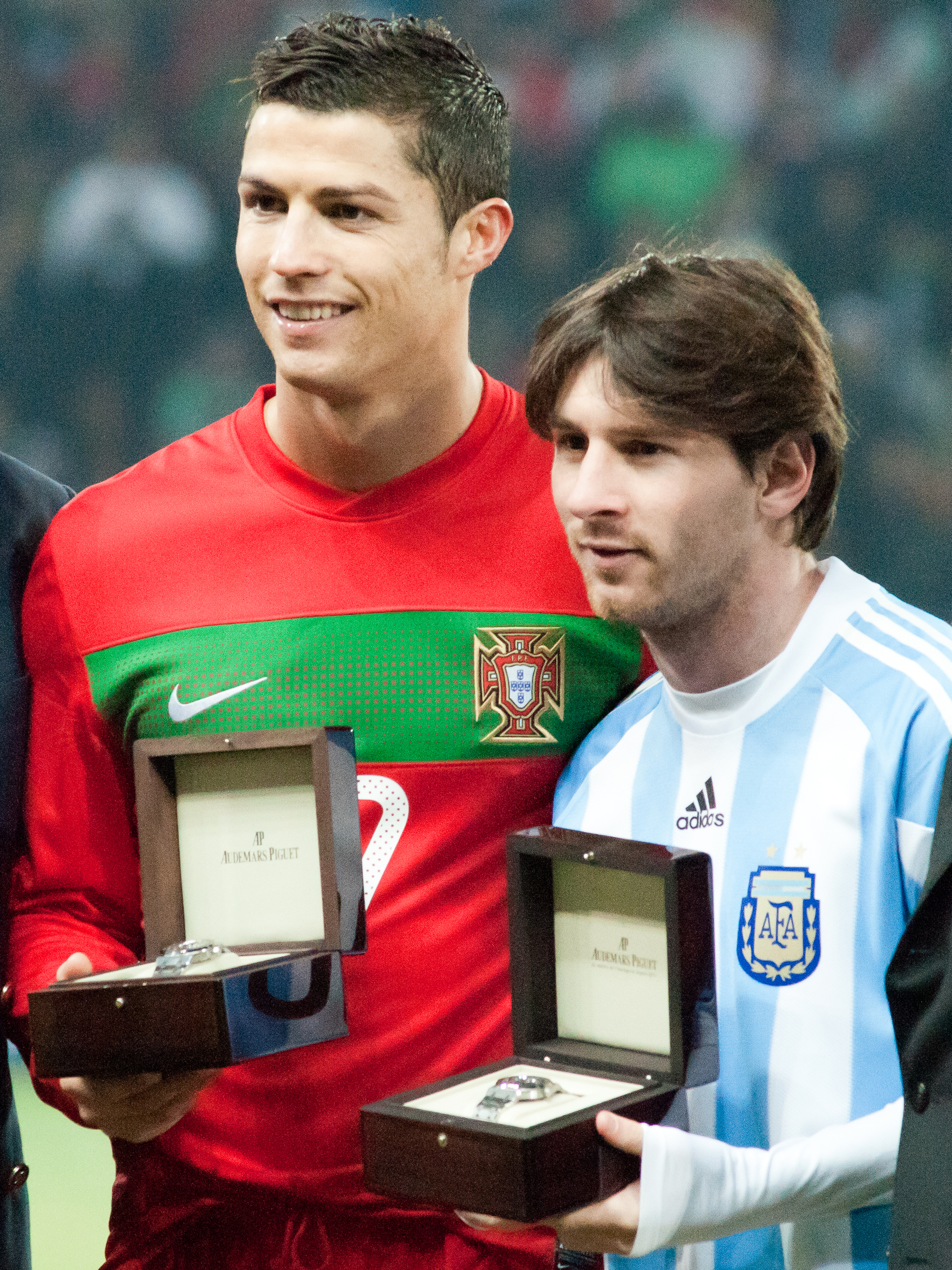
Cristiano Ronaldo e Lionel Messi antes de um amistoso entre a Argentina e Portugal em Geneva, Suíça, 9 de fevereiro de 2011

A Rivalidade Cristiano Ronaldo–Messi é uma rivalidade do futebol entre os torcedores do português Cristiano Ronaldo e do argentino Lionel Messi e supostamente entre os próprios atletas. Tendo conquistado treze prêmios combinados de Ballon d'Or / FIFA Ballon d'Or (Ronaldo com 5 e Messi com 8), ambos são amplamente considerados não apenas como os dois melhores jogadores de sua geração, mas também por muitos no esporte, incluindo jogadores, escritores e fãs, como os maiores de todos os tempos. Eles são dois dos jogadores de futebol mais condecorados de todos os tempos, conquistando 66 troféus combinados (Ronaldo 33 e Messi 44).
Durante suas carreiras até agora, marcaram mais de 50 gols em uma única temporada com bastante frequência. Eles estão entre os 28 jogadores na história do esporte a marcar mais de 500 gols na carreira, atualmente classificados em 6.º (Ronaldo) e 7.º (Messi), respectivamente, com ambos tendo marcado mais de 800 gols em suas carreiras por clube e seleção. Jornalistas esportivos e especialistas discutem regularmente os méritos individuais de ambos os jogadores, na tentativa de estabelecer quem eles acreditam ser o melhor jogador do futebol moderno. A rivalidade foi comparada a rivalidades esportivas globais anteriores, como, por exemplo, a rivalidade entre Muhammad Ali–Joe Frazier no boxe, a rivalidade de Roger Federer–Rafael Nadal e a rivalidade de Björn Borg–John McEnroe no tênis, e a rivalidade de Ayrton Senna–Alain Prost na Fórmula 1.
Alguns comentaristas optam por analisar diferentes estilos físicos, psicológicos e de jogo dos dois, enquanto parte do debate gira em torno das personalidades contrastantes dos dois jogadores: Ronaldo às vezes é descrito como alguém com uma personalidade temperamental, enquanto Messi é retratado com caráter mais reservado.
No nível de clubes, Lionel Messi e Cristiano Ronaldo representavam os rivais Barcelona e Real Madrid. Os dois jogadores se enfrentavam pelo menos duas vezes por temporada no jogo de clubes da temporada regular mais popular do mundo, El Clásico (entre os eventos esportivos anuais mais vistos), desde a chegada de Ronaldo ao Real Madrid em 2009 até sua transferência para o clube italiano Juventus FC em 2018. Fora de campo, eles também são o rosto de dois fabricantes de roupas esportivas rivais, Messi da Adidas e Ronaldo da Nike, que também são os fornecedores de uniformes de suas equipes nacionais e o oposto de seus clubes. Os dois são os jogadores mais bem pagos do futebol, mas também os mais bem pagos em todos os esportes. Messi e Ronaldo estão entre as estrelas do esporte mais bem pagas do mundo em rendimentos combinados de salários, bônus e ganhos fora do campo. Em 2018, Messi superou Ronaldo na lista de atletas mais bem pagos da Forbes, faturando US$ 111 milhões, com Ronaldo próximo a US$ 108 milhões. Eles têm os dois maiores seguidores de mídia social do mundo entre os esportistas, com 211 milhões de fãs no Facebook em 2019, Ronaldo com 122 milhões e Messi com 89 milhões. Além de 288 milhões de seguidores no Instagram a partir de 2019, Ronaldo é o indivíduo mais seguido em todo o serviço, com mais de 182 milhões de seguidores, enquanto Messi tem 123 milhões de seguidores.

## História

### Origens
Em 2007, Ronaldo e Messi terminaram como vice-campeões de Kaká, do AC Milan, tanto no Ballon d'Or, um prêmio concedido ao jogador votado como o melhor do mundo por um painel internacional de jornalistas esportivos, quanto no Jogador Mundial do Ano da FIFA, um prêmio votado por treinadores e capitães de seleções internacionais. Em uma entrevista naquele ano, Messi foi citado dizendo que "Cristiano Ronaldo é um jogador extraordinário e seria brilhante estar no mesmo time que ele".
Eles se enfrentaram pela primeira vez em um jogo quando o Manchester United foi sorteado para jogar contra o Barcelona nas semifinais da Liga dos Campeões da UEFA de 2007–08 e foram imediatamente considerados grandes rivais. Ronaldo perdeu um pênalti na primeira partida, mas o United eventualmente avançou para a final com um gol de Paul Scholes.
A Final da Liga dos Campeões da UEFA de 2009 foi disputada entre Manchester United e Barcelona em 27 de maio de 2009 no Stadio Olimpico, em Roma, Itália. A partida, descrita como um "confronto dos sonhos", foi novamente promovida como a mais recente batalha entre os dois, desta vez para determinar quem era o melhor jogador do mundo. Ronaldo explicou que sempre entra em campo acreditando ser o melhor. "Para mim, você precisa ter essa confiança o tempo todo. É isso que me faz o jogador que sou." O companheiro de clube de Messi, Xavi, ficou ao lado de seu colega do Barcelona: "Messi é o melhor jogador do mundo por uma distância, ele é o número 1." O técnico do Manchester United, Alex Ferguson, foi mais diplomático, elogiando ambos os jogadores como sendo alguns dos maiores talentos do mundo. O Barcelona conseguiu manter o United à distância para vencer por 2–0, com Messi marcando um raro gol de cabeça para o segundo gol de sua equipe.

### El Clásico
Em 11 de junho de 2009, o Manchester United aceitou uma oferta de £80 milhões (€94 milhões) para que Ronaldo fosse transferido para o rival do Barcelona no El Clásico, o Real Madrid. A transferência foi confirmada em 1 de julho.
De 2009 a 2018, os dois se enfrentaram pelo menos duas vezes por temporada nos jogos do El Clásico, mas também se encontraram muitas outras vezes em competições como a Copa del Rey, a Supercopa da Espanha e uma semifinal de duas partidas da Liga dos Campeões em 2011. Esse período foi o mais competitivo da história do El Clásico, com ambos os jogadores sendo os maiores artilheiros de todos os tempos de seus clubes. Os dois jogadores alternaram como maiores artilheiros da La Liga e da Liga dos Campeões durante a maioria das temporadas enquanto estavam no Real Madrid e no Barcelona.

### 2009–10
No primeiro encontro da liga entre os dois jogadores, em 29 de novembro de 2009, o Barcelona de Messi saiu vitorioso, vencendo por 1–0 com um gol de Zlatan Ibrahimović. No segundo El Clásico da temporada, Messi marcou seu 40º gol da temporada em uma vitória por 2–0. A imprensa espanhola afirmou que Messi fez Ronaldo parecer um "tolo", alegando que o "reinado de Ronaldo no mundo do futebol acabou".

### 2010–11
Em 20 de novembro de 2010, ambos marcaram hat-tricks no mesmo dia pela primeira vez; Ronaldo marcou três gols contra o Athletic Bilbao em uma vitória por 5–1, enquanto Messi marcou três na goleada do Barcelona por 8–0 contra o Almería. Esse feito foi considerado uma prova de por que ambos são amplamente vistos como "os melhores jogadores do mundo".
Os dois jogadores se enfrentaram representando suas seleções pela primeira vez em 9 de fevereiro de 2011, quando a Argentina enfrentou a Portugal em um amistoso em Genebra, Suíça, o primeiro encontro entre as duas seleções em 40 anos. Ambos os jogadores marcaram, com Ronaldo empatando o jogo e sendo substituído antes de Messi marcar um pênalti no 89º minuto para vencer a partida por 2–1.
Os dois se enfrentaram em quatro jogos emocionantes no final da temporada, e os jogos foram promovidos como os confrontos definitivos para determinar qual dos dois era o melhor jogador. No primeiro jogo da série, em 16 de abril de 2011, Messi marcou um pênalti no 51º minuto para dar a liderança ao Barcelona até o 82º minuto, quando Ronaldo marcou um pênalti para garantir um empate ao Real Madrid. No segundo jogo, a Final da Copa do Rei de 2011, Ronaldo marcou o único gol do jogo na prorrogação para dar ao Real Madrid uma vitória por 1–0, e o primeiro troféu do clube sob o comando do técnico José Mourinho. O terceiro jogo foi a primeira partida da semifinal da Liga dos Campeões. O jogo foi tenso e agressivo, com o jogador do Madrid Pepe expulso e tanto o técnico do Madrid, José Mourinho, quanto o goleiro reserva do Barcelona, José Manuel Pinto, enviados às arquibancadas, antes de Messi marcar dois gols, incluindo um descrito como "um dos melhores gols da história da Liga dos Campeões", para dar ao Barcelona uma vantagem de dois gols na eliminatória. Após o jogo, Messi foi elogiado como o melhor jogador do mundo na atualidade e entre os maiores jogadores de todos os tempos. Dos sete gols marcados nos quatro jogos, Messi marcou três e Ronaldo dois.

### 2011–12

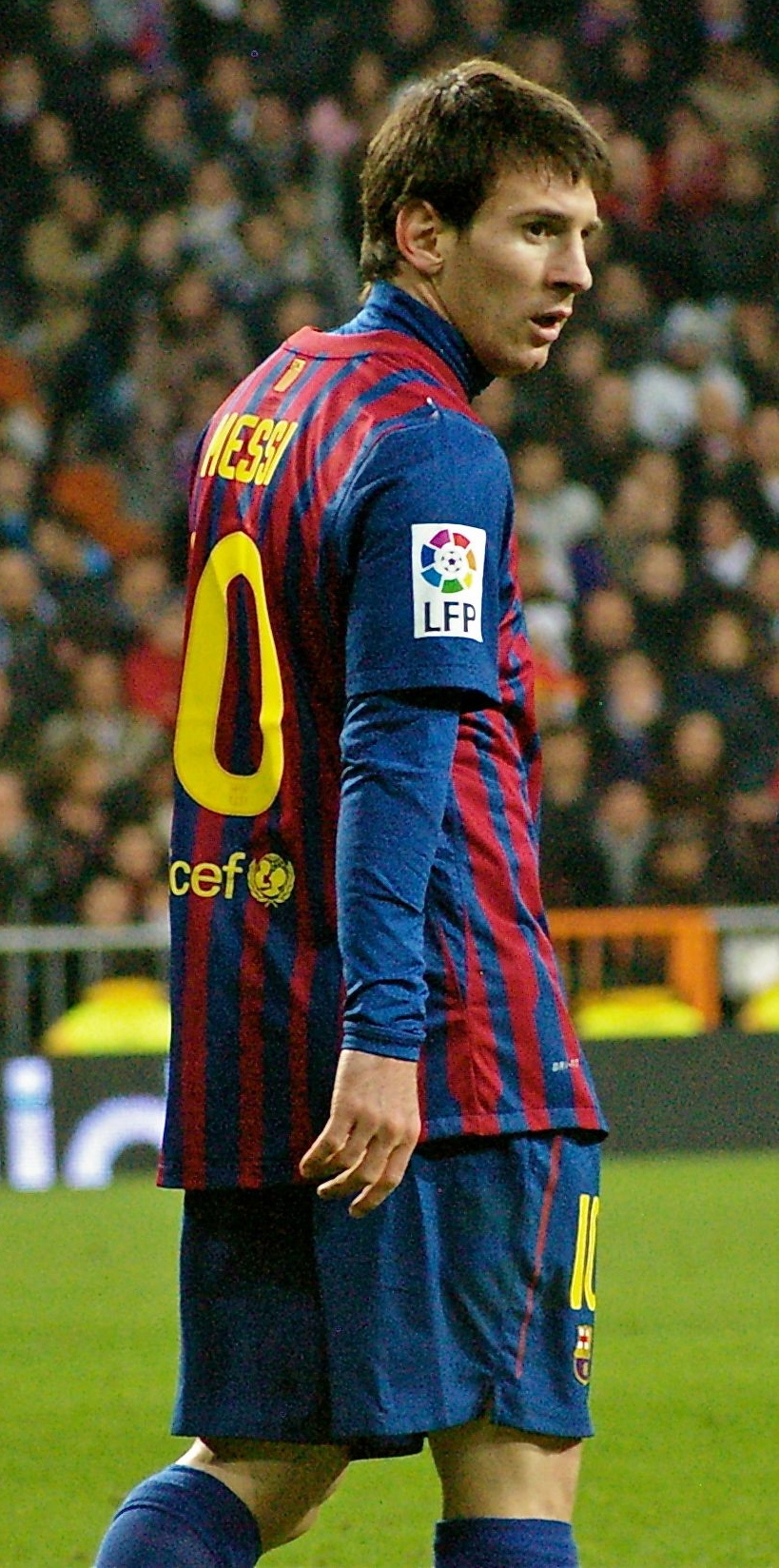
Messi terminou o ano de 2012 com 91 gols, quebrando o recorde anterior de Gerd Müller e conquistando seu quarto Ballon d'Or FIFA consecutivo no processo.

Em 24 de setembro de 2011, ambos os jogadores marcaram um hat-trick no mesmo dia pela segunda vez; Ronaldo marcou três em uma vitória por 6–2 contra o Rayo Vallecano, e Messi marcou três em uma vitória por 5–0 sobre o Atlético Madrid.
Tendo sido sorteados para se enfrentar nas quartas de final da Copa del Rey no final do mês, Ronaldo marcou um gol em cada jogo, mas o Barcelona avançou por 4–3 no agregado.
Em 21 de abril de 2012, Ronaldo marcou o gol da vitória no El Clásico, com o Real Madrid vencendo por 2–1 e se aproximando do título da liga.

### 2012–13
No primeiro El Clásico da temporada, em 7 de outubro de 2012, ambos os jogadores marcaram duas vezes em um empate por 2–2 no Camp Nou, sendo a sexta partida consecutiva entre os dois clubes em que Ronaldo marcou. Ronaldo marcou no 23º minuto para colocar o Madrid na frente por 1–0, depois Messi marcou dois gols, um antes e outro após o intervalo, para colocar o Barcelona na liderança, mas apenas por cinco minutos antes de Ronaldo marcar o gol de empate no 66º minuto. Messi terminou o ano de 2012 com um recorde histórico de 91 gols por clube e seleção, superando o recorde de 85 gols de Gerd Müller.
No final de janeiro, os jogadores marcaram hat-tricks no mesmo dia pela terceira vez; Ronaldo marcou três contra o Getafe na vitória do Real Madrid por 4–0, antes de Messi ir além, marcando quatro gols contra o Osasuna na vitória do Barcelona por 5–1. Foi o 20º hat-trick de Ronaldo e o 200º gol de liga na carreira de Messi. Na semifinal da Copa del Rey, na segunda partida, Ronaldo marcou dois gols para ajudar o Real Madrid a avançar para a final em uma vitória por 3–1. Os gols significaram que ele marcou em seis El Clásicos consecutivos no Camp Nou.

### 2013–14

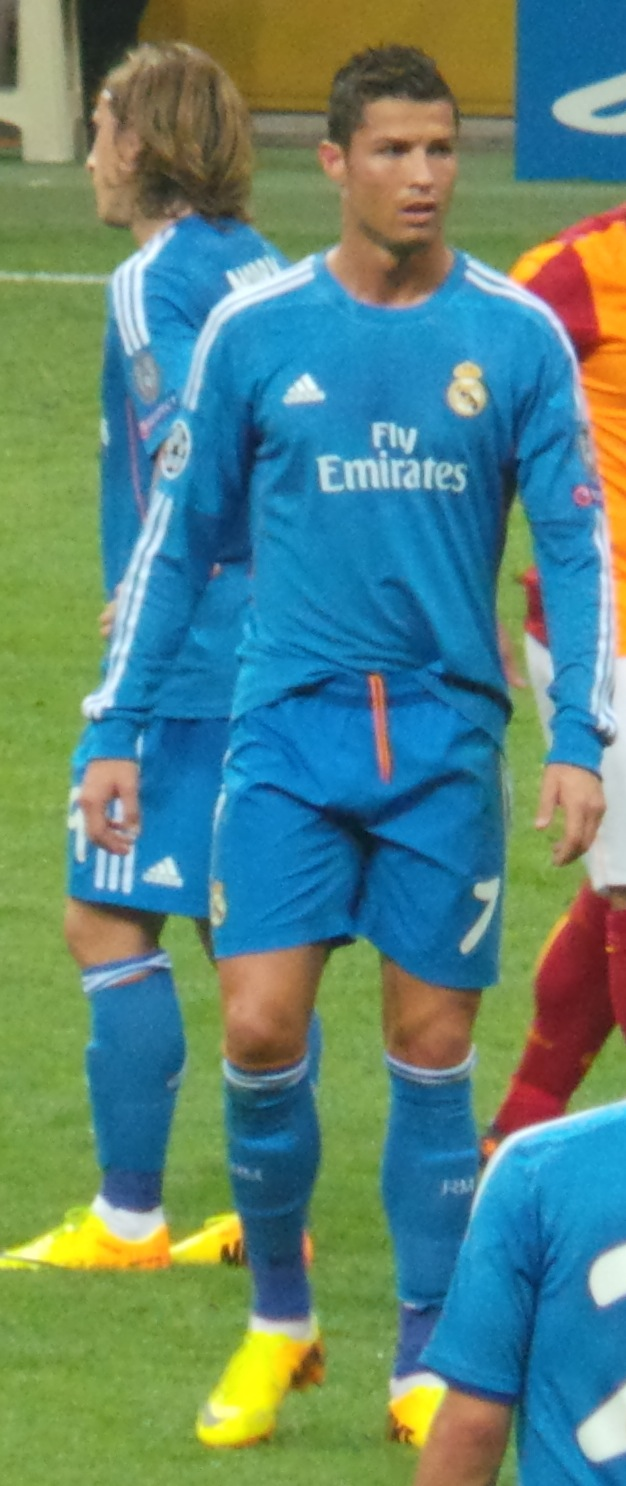
Ao final da temporada da Liga dos Campeões da UEFA de 2013–14, Ronaldo quebrou o recorde de maior número de gols marcados por um jogador em uma única temporada, marcando 17 vezes para ajudar o Real Madrid a conquistar seu décimo título.

Em setembro de 2013, os jogadores marcaram hat-tricks na mesma rodada da Liga dos Campeões pela primeira vez; Ronaldo marcou três contra o Galatasaray na vitória do Real Madrid por 6–1, enquanto um dia depois Messi marcou um hat-trick contra o Ajax na vitória do Barcelona por 4–0. Esse feito mais recente foi dito "desafiar a sabedoria aceita de que o futebol é um jogo de equipe".
No segundo El Clásico da temporada, em 23 de março de 2014, Messi se tornou o maior artilheiro de todos os tempos do confronto após marcar um hat-trick, incluindo dois pênaltis, enquanto o Barcelona derrotou o Real Madrid por 4–3, com Ronaldo também marcando um gol de pênalti que inicialmente colocou o Real Madrid na frente por 3–2; foi uma partida descrita como "surpreendente", "emocionante" e "o melhor Clásico dos últimos anos".

### 2014–15
No início da temporada, a corrida para superar o recorde de Raúl de gols na Liga dos Campeões, com 71 gols, dominou as manchetes, com Messi superando Ronaldo para igualar o recorde quando marcou contra o Ajax em 5 de novembro, e quebrando o recorde em 25 de novembro com três gols contra o APOEL em uma vitória por 4–0. Após esse gol marcante, o técnico do Barcelona, Luis Enrique, afirmou que Messi era o "maior jogador de todos os tempos". Ronaldo igualou o total de Raúl em 26 de novembro, quando marcou o único gol do jogo contra o Basel.
Pela segunda vez na temporada, os dois jogadores se enfrentaram, desta vez com as camisas de suas respectivas seleções em Old Trafford, sendo seu último encontro antes do anúncio do Ballon d'Or FIFA de 2014. A imprensa britânica chamou a partida de uma "versão internacional do 39º jogo da Premier League", afirmando que ela "oferece uma oportunidade única para uma nova onda de apoio se envolver nos argumentos de Ronaldo contra Messi". Portugal derrotou a Argentina por 1–0, embora nem Ronaldo nem Messi tenham aparecido na súmula.
Em 3 de novembro, em uma vitória por 4–0 sobre o Granada, Ronaldo fez história na liga ao marcar seu 17º gol na temporada em apenas 10 jogos; o recorde anterior pertencia a Isidro Lángara, que marcou 16 gols nos primeiros dez jogos da temporada 1935–36 pelo Real Oviedo. Em 22 de novembro, Messi igualou e depois superou o recorde de gols de Telmo Zarra de 251 ao marcar um hat-trick contra o Sevilla. Luis Enrique o elogiou após a conquista, dizendo que ele é "único e nunca veremos alguém como ele novamente, e temos o privilégio de tê-lo e poder assisti-lo". Em 6 de dezembro, Ronaldo superou o recorde de 22 hat-tricks na La Liga de Telmo Zarra, que ele compartilhava com Alfredo Di Stéfano, ao marcar três contra o Celta Vigo. Os gols significaram que ele se tornou o jogador mais rápido a alcançar 200 gols na La Liga, conseguindo o feito em apenas 178 jogos, superando o recorde de Zarra de 219 jogos para atingir o marco. No dia seguinte, Messi respondeu marcando seu terceiro hat-trick em seus quatro jogos, seu 21º hat-trick na La Liga no total. A quebra contínua de recordes foi atribuída à "habilidade fascinante, aplicação incansável, carisma atlético" da dupla, enquanto o jornalista Sid Lowe disse que essa última conquista "provavelmente nem conta mais como notícia".

### 2015–16
Na temporada 2015–16, a rivalidade continuou a ser um ponto focal no futebol mundial, com ambos os jogadores quebrando recordes e liderando seus clubes em confrontos diretos. No primeiro El Clásico da temporada, em 21 de novembro de 2015, no Santiago Bernabéu, o Barcelona venceu por 4–0, com Messi, que havia retornado de uma lesão, entrando como substituto no segundo tempo. Embora Messi não tenha marcado, sua presença foi crucial para a vitória dominante do Barcelona. No segundo El Clásico, em 2 de abril de 2016, no Camp Nou, Ronaldo marcou o gol da vitória na virada do Real Madrid por 2–1, silenciando a torcida adversária e mantendo viva a esperança do título da La Liga para o Real.
Ronaldo terminou a temporada da Liga dos Campeões da UEFA de 2015–16 como artilheiro, marcando 16 gols, incluindo um na final contra o Atlético de Madrid, onde também converteu o pênalti decisivo na disputa, garantindo o 11º título do Real Madrid. Messi, por sua vez, liderou o Barcelona ao título da La Liga de 2015–16 e à Copa del Rey de 2016, marcando 41 gols em todas as competições.

### 2016–17
A temporada 2016–17 foi marcada por momentos icônicos de ambos os jogadores nos El Clásicos. Em 3 de dezembro de 2016, no Camp Nou, o Real Madrid conseguiu um empate por 1–1 com um gol de Sergio Ramos nos minutos finais, mantendo sua invencibilidade na liga. Ronaldo teve uma atuação discreta, enquanto Messi também não marcou. No entanto, no segundo confronto, em 23 de abril de 2017, no Bernabéu, Messi roubou a cena ao marcar duas vezes, incluindo o gol da vitória por 3–2 nos acréscimos, comemorando ao exibir sua camisa para a torcida do Real Madrid. Esse gol foi o 500º de Messi pelo Barcelona. Ronaldo marcou o gol de empate temporário para o Real Madrid, mas a noite pertenceu a Messi.
Ronaldo liderou o Real Madrid ao título da La Liga de 2016–17 e à Liga dos Campeões da UEFA de 2016–17, marcando dois gols na final contra a Juventus, garantindo o 12º título europeu do clube. Messi, apesar de não conquistar a Liga dos Campeões, terminou a temporada como artilheiro da La Liga com 37 gols.

### 2017–18
Na temporada 2017–18, os dois jogadores continuaram a se destacar, mas a rivalidade começou a mostrar sinais de mudança, com Ronaldo se aproximando de uma possível saída do Real Madrid. No primeiro El Clásico, em 23 de dezembro de 2017, no Bernabéu, o Barcelona venceu por 3–0, com Messi marcando um gol de pênalti e dando uma assistência. Ronaldo teve uma atuação apagada. No segundo confronto, em 6 de maio de 2018, no Camp Nou, o jogo terminou em um empate por 2–2. Ronaldo abriu o placar, mas Messi respondeu com um gol, enquanto Luis Suárez e Gareth Bale também marcaram. Ronaldo foi substituído no intervalo devido a uma lesão leve.
Ronaldo conquistou sua terceira Liga dos Campeões consecutiva com o Real Madrid, marcando 15 gols na competição, embora não tenha marcado na final contra o Liverpool. Messi liderou o Barcelona ao título da La Liga de 2017–18 e à Copa del Rey de 2018, marcando 45 gols em todas as competições.

### Após 2018: Novas fases
Após a temporada 2017–18, Ronaldo deixou o Real Madrid para se juntar à Juventus em julho de 2018, encerrando a era de confrontos diretos regulares no El Clásico. A rivalidade, no entanto, continuou à distância, com ambos competindo por prêmios individuais e recordes. Messi permaneceu no Barcelona até 2021, quando se transferiu para o Paris Saint-Germain, enquanto Ronaldo retornou ao Manchester United em 2021 antes de se mudar para o Al-Nassr em 2022.
Embora não se enfrentassem mais regularmente, a comparação entre os dois continuou a dominar o discurso futebolístico, com debates sobre quem é o maior jogador de todos os tempos. Messi conquistou a Copa do Mundo FIFA de 2022 com a Argentina, um marco significativo em sua carreira, enquanto Ronaldo continuou a quebrar recordes de gols, incluindo se tornar o maior artilheiro de todos os tempos em jogos competitivos.

## Impacto cultural
A rivalidade entre Ronaldo e Messi transcendeu o futebol, tornando-se um fenômeno cultural global. Ambos os jogadores inspiraram campanhas publicitárias, documentários e uma legião de fãs que debatem fervorosamente suas conquistas. A rivalidade também influenciou a forma como o futebol é consumido, com torcedores acompanhando não apenas os jogos, mas também as estatísticas individuais de gols, assistências e prêmios.

## Relação entre Messi e Ronaldo
Em uma entrevista de 2016, Ronaldo comentou sobre a rivalidade, dizendo: "Acho que às vezes nos impulsionamos mutuamente na competição, é por isso que a competição é tão alta." Alex Ferguson, treinador de Ronaldo durante seu tempo no Manchester United, opinou: "Não acho que a rivalidade entre eles os incomode. Acho que eles têm seu próprio orgulho pessoal em querer ser o melhor." Messi negou qualquer rivalidade, atribuindo a criação dela à mídia, afirmando que "apenas a mídia, a imprensa, quer que estejamos em conflito, mas eu nunca briguei com Cristiano."
É amplamente discutido e documentado que há uma atmosfera de competição entre a dupla, com Guillem Balagué alegando no livro Ronaldo que ele se refere a seu colega argentino como um "filho da puta" pelas costas. Ronaldo negou as alegações em uma postagem no Facebook e ameaçou tomar medidas legais contra as declarações feitas por Balagué, escrevendo que tem "o maior respeito por todos os meus colegas profissionais, e Messi obviamente não é exceção." Luca Caioli escreveu em seu livro Ronaldo: A Obsessão pela Perfeição que, segundo suas fontes, Ronaldo fica agitado ao assistir Messi jogar. Em resposta às alegações de que ele e Messi não se dão bem em nível pessoal, Ronaldo comentou: "Não temos uma relação fora do mundo do futebol, assim como não temos com muitos outros jogadores", antes de adicionar que, no futuro, espera que eles possam rir disso juntos, afirmando: "Temos que olhar para essa rivalidade com um espírito positivo, porque é uma coisa boa." Após a saída de Ronaldo do Real Madrid para a Juventus, Messi declarou: "Sinto falta de Cristiano. Embora fosse um pouco difícil vê-lo ganhar troféus, ele dava prestígio à La Liga." Durante uma entrevista conjunta na cerimônia do Prêmio de Melhor Jogador do Ano da UEFA em 2019, Ronaldo disse que gostaria de "jantar juntos no futuro", ao que Messi respondeu: "Se eu receber um convite, por que não?"

## Prêmios e recordes
"Quando eles não estiverem mais aqui, perceberemos o que nos deram. Ambos. Sempre me recuso a fazer uma hierarquia nisso porque são dois jogadores diferentes. Jogadores completamente diferentes, mas dois jogadores excepcionais que mostraram ao mundo por 15 anos o quão grande o futebol pode ser."

—Chefe de Desenvolvimento Global do Futebol da FIFA, Arsène Wenger, resume a rivalidade entre Lionel Messi e Cristiano Ronaldo no The Best FIFA Football Awards 2022.
Ao longo da existência da rivalidade, a dupla dominou as cerimônias de premiação e quebrou uma infinidade de recordes de artilharia por clubes e seleções, feitos que foram descritos como "incríveis", "ridículos" e "notáveis". A rivalidade em si foi descrita como uma sobre recordes e reputação dos jogadores, mais do que uma baseada em ódio.
Messi é o maior artilheiro de todos os tempos da La Liga, além de ter o maior número de assistências na história da competição – com Ronaldo em segundo lugar em gols marcados e em quarto em assistências fornecidas – enquanto Ronaldo é o maior em aparições, artilheiro e o segundo maior em assistências na Liga dos Campeões da UEFA, atrás de Ryan Giggs, segundo as estatísticas da Opta, que começaram em 1992, com Messi em terceiro em aparições e assistências fornecidas e em segundo em gols marcados na história da competição. Eles são os primeiros dois jogadores a marcar 100 gols na história da Liga dos Campeões da UEFA. Ronaldo também detém os recordes de maior número de partidas internacionais e maior número de gols internacionais – com Messi classificado em décimo primeiro em aparições e terceiro em gols marcados.
A dupla dominou os prêmios Ballon d'Or/The Best FIFA Men's Player desde 2008, e o Prêmio de Melhor Jogador do Ano da UEFA desde 2014; em 2018, seu domínio de mais de uma década foi interrompido por Luka Modrić, visto como "o fim de uma era". Em uma entrevista para a France Football, Modrić declarou que "a história dirá que um jogador croata, representando seu pequeno país, venceu o Ballon d'Or depois de Cristiano Ronaldo e Lionel Messi, que são jogadores de outro nível. Ninguém tem o direito de se comparar a eles."
Ronaldo detém o recorde de mais indicações ao Ballon d'Or com 18, enquanto Messi é o segundo jogador mais indicado com 16. Messi venceu quatro Ballon d'Or consecutivos (2009 a 2012), com um quinto em 2015, enquanto Ronaldo igualou o total de cinco de Messi com vitórias em 2008, 2013, 2014, 2016 e 2017. Em 2019, Messi tomou a liderança novamente ao ganhar um recorde de sexto Ballon d'Or, terminando apenas sete pontos à frente do segundo colocado Virgil van Dijk, com Ronaldo terminando em terceiro. Em 2020, o prêmio foi cancelado devido à Pandemia de COVID-19. Em 2021 e 2023, Messi venceu seu sétimo e oitavo Ballon d'Or, respectivamente. No total, Messi e Ronaldo alcançaram o pódio um recorde de quatorze e doze vezes, respectivamente. Combinando Ballon d'Or, Jogador Mundial do Ano da FIFA e The Best FIFA Men's Player, Messi superou Ronaldo com 12 vitórias contra 8 e 24 pódios contra 20. Messi também é o único jogador na história a vencer o Ballon d'Or com 3 clubes diferentes (Barcelona, Paris Saint-Germain e Inter Miami).
A habilidade de marcar gols da dupla resultou em vários prêmios individuais de artilheiro. Messi venceu oito Troféus Pichichi e seis prêmios Chuteira de Ouro Europeia (2010, 2012, 2013, 2017, 2018 e 2019). Ronaldo venceu a Chuteira de Ouro Europeia em quatro ocasiões (2008, 2011, 2014 e 2015) e continua sendo o único jogador com prêmios de artilheiro nas ligas de Inglaterra (2008), Espanha (2011, 2014 e 2015) e Itália (2021). Ele foi o artilheiro da Liga dos Campeões em sete ocasiões, com Messi alcançando esse feito seis vezes (incluindo em 2015, quando a dupla terminou empatada no topo).
Messi conquistou um recorde mundial de 45 troféus oficiais totais (incluindo um recorde de clube de 34 troféus importantes como jogador do Barcelona), reivindicando doze títulos de liga, quatro Liga dos Campeões da UEFA, sete títulos da Copa del Rey, sete Supercopas da Espanha, uma Supercopa da França, três Supercopas Europeias, três Copa do Mundo de Clubes da FIFA e uma Leagues Cup. Messi foi vice-campeão em três Copa Américas e na Copa do Mundo FIFA de 2014, antes de finalmente conquistar seu primeiro grande troféu internacional na Copa América de 2021, onde foi nomeado melhor jogador. No ano seguinte, Messi liderou a Argentina ao troféu da Copa do Mundo FIFA de 2022, onde venceu um recorde de segundo Bola de Ouro. Ele então venceu uma segunda Copa América consecutiva na Copa América de 2024.
Ronaldo conquistou 33 troféus oficiais, incluindo sete títulos de liga e cinco Ligas dos Campeões da UEFA, e guiou Portugal aos títulos da UEFA Euro 2016 e da Liga das Nações da UEFA de 2019, os primeiros troféus importantes da nação. Ele venceu todas as competições nacionais de primeira divisão na Inglaterra, Espanha e Itália, incluindo quatro copas nacionais, duas copas da liga e seis supercopas nacionais. Além disso, ele venceu duas Supercopas Europeias, quatro Copas do Mundo de Clubes da FIFA, e uma Copa dos Campeões de Clubes Árabes.
Em 4 de setembro de 2024, nem Messi nem Cristiano foram indicados entre os 30 candidatos ao Ballon d'Or de 2024 pela primeira vez desde 2003. Algumas fontes de notícias destacaram esse evento como o "Fim de uma Era".

## Estatísticas dos Jogadores

### Estatísticas por Clubes
31 de maio de 2025
| ——————————————————————————————————— |         |     |     |    |    |    |   |    |    |     |     |
| ——————————————————————————————————— |         |     |     |    |    |    |   |    |    |     |     |
| Barcelona                           |         |     |     |    |    |    |   |    |    |     |     |
| 2004–05                             | 7       | 1   | 1   | 0  | 1  | 0  | — | —  | 9  | 1   |     |
| 2005–06                             | 17      | 6   | 2   | 1  | 6  | 1  | 0 | 0  | 25 | 8   |     |
| 2006–07                             | 26      | 14  | 2   | 2  | 5  | 1  | 3 | 0  | 36 | 17  |     |
| 2007–08                             | 28      | 10  | 3   | 0  | 9  | 6  | — | —  | 40 | 16  |     |
| 2008–09                             | 31      | 23  | 8   | 6  | 12 | 9  | — | —  | 51 | 38  |     |
| 2009–10                             | 35      | 34  | 3   | 1  | 11 | 8  | 4 | 4  | 53 | 47  |     |
| 2010–11                             | 33      | 31  | 7   | 7  | 13 | 12 | 2 | 3  | 55 | 53  |     |
| 2011–12                             | 37      | 50  | 7   | 3  | 11 | 14 | 5 | 6  | 60 | 73  |     |
| 2012–13                             | 32      | 46  | 5   | 4  | 11 | 8  | 2 | 2  | 50 | 60  |     |
| 2013–14                             | 31      | 28  | 6   | 5  | 7  | 8  | 2 | 0  | 46 | 41  |     |
| 2014–15                             | 38      | 43  | 6   | 5  | 13 | 10 | — | —  | 57 | 58  |     |
| 2015–16                             | 33      | 26  | 5   | 5  | 7  | 6  | 4 | 4  | 49 | 41  |     |
| 2016–17                             | 34      | 37  | 7   | 5  | 9  | 11 | 2 | 1  | 52 | 54  |     |
| 2017–18                             | 36      | 34  | 6   | 4  | 10 | 6  | 2 | 1  | 54 | 45  |     |
| 2018–19                             | 34      | 36  | 5   | 3  | 10 | 12 | 1 | 0  | 50 | 51  |     |
| 2019–20                             | 33      | 25  | 2   | 2  | 8  | 3  | 1 | 1  | 44 | 31  |     |
| 2020–21                             | 35      | 30  | 5   | 3  | 6  | 5  | 1 | 0  | 47 | 38  |     |
| Paris Saint-Germain                 |         |     |     |    |    |    |   |    |    |     |     |
| 2021–22                             | 26      | 6   | 1   | 0  | 7  | 5  | — | —  | 34 | 11  |     |
|                                     | 2022–23 | 32  | 16  | 1  | 0  | 7  | 4 | 1  | 1  | 41  | 21  |
| Inter Miami                         |         |     |     |    |    |    |   |    |    |     |     |
| 2023                                | 6       | 1   | 1   | 2  | —  | —  | 7 | 10 | 14 | 11  |     |
| 2024                                | 19      | 20  | —   | —  | 3  | 2  | 3 | 1  | 25 | 23  |     |
| 2025                                | 13      | 10  | —   | —  | 7  | 5  | 0 | 0  | 20 | 15  |     |
| Total                               | Total   | 616 | 427 | 83 | 46 | 0  | 0 | 0  | 0  | 912 | 697 |

| Cristiano Ronaldo | Cristiano Ronaldo | Cristiano Ronaldo | Cristiano Ronaldo | Cristiano Ronaldo | Cristiano Ronaldo | Cristiano Ronaldo | Cristiano Ronaldo | Cristiano Ronaldo | Cristiano Ronaldo | Cristiano Ronaldo | Cristiano Ronaldo |
| Clube             | Temporada         | Liga              | Liga              | Copa              | Copa              | Continental       | Continental       | Outros            | Outros            | Total             |                   |
| Clube             | Temporada         | Jogos             | Gols              | Jogos             | Gols              | Jogos             | Gols              | Jogos             | Gols              | Jogos             | Gols              |
| ----------------- | ----------------- | ----------------- | ----------------- | ----------------- | ----------------- | ----------------- | ----------------- | ----------------- | ----------------- | ----------------- | ----------------- |
| Sporting Lisboa   |                   |                   |                   |                   |                   |                   |                   |                   |                   |                   |                   |
| 2002–03           | 25                | 3                 | 3                 | 2                 | 3                 | 0                 | 0                 | 0                 | 31                | 5                 |                   |
| Manchester United |                   |                   |                   |                   |                   |                   |                   |                   |                   |                   |                   |
| 2003–17           | 29                | 2                 | 5                 | 0                 | 5                 | 0                 | 0                 | 0                 | 39                | 2                 |                   |
| 2004–05           | 33                | 5                 | 9                 | 4                 | 8                 | 0                 | 0                 | 0                 | 50                | 9                 |                   |
| 2005–06           | 33                | 9                 | 6                 | 2                 | 8                 | 1                 | —                 | —                 | 47                | 12                |                   |
| 2006–07           | 34                | 17                | 8                 | 3                 | 11                | 3                 | —                 | —                 | 53                | 23                |                   |
| 2007–08           | 34                | 31                | 3                 | 3                 | 11                | 8                 | 1                 | 0                 | 49                | 42                |                   |
| 2008–09           | 33                | 18                | 6                 | 3                 | 12                | 4                 | 2                 | 1                 | 53                | 26                |                   |
| Real Madrid       |                   |                   |                   |                   |                   |                   |                   |                   |                   |                   |                   |
| 2009–10           | 29                | 26                | 0                 | 0                 | 6                 | 7                 | —                 | —                 | 35                | 33                |                   |
| 2010–11           | 34                | 40                | 8                 | 7                 | 12                | 6                 | —                 | —                 | 54                | 53                |                   |
| 2011–12           | 38                | 46                | 5                 | 3                 | 10                | 10                | 2                 | 1                 | 55                | 60                |                   |
| 2012–13           | 34                | 34                | 7                 | 7                 | 12                | 12                | 2                 | 2                 | 55                | 55                |                   |
| 2013–14           | 30                | 31                | 6                 | 3                 | 11                | 17                | —                 | —                 | 47                | 51                |                   |
| 2014–15           | 35                | 48                | 2                 | 1                 | 12                | 10                | 5                 | 2                 | 54                | 61                |                   |
| 2015–17           | 36                | 35                | 0                 | 0                 | 12                | 16                | —                 | —                 | 48                | 51                |                   |
| 2016–17           | 29                | 25                | 2                 | 1                 | 13                | 12                | 2                 | 4                 | 46                | 42                |                   |
| 2017–18           | 27                | 26                | 0                 | 0                 | 13                | 15                | 4                 | 3                 | 44                | 44                |                   |
| Juventus          |                   |                   |                   |                   |                   |                   |                   |                   |                   |                   |                   |
| 2018–19           | 31                | 21                | 2                 | 0                 | 9                 | 6                 | 1                 | 1                 | 43                | 28                |                   |
| 2019–20           | 33                | 31                | 4                 | 2                 | 8                 | 4                 | 1                 | 0                 | 46                | 37                |                   |
| 2020–21           | 33                | 29                | 4                 | 2                 | 6                 | 4                 | 1                 | 1                 | 44                | 36                |                   |
| 2021–22           | 1                 | 0                 | —                 | —                 | —                 | —                 | —                 | —                 | 1                 | 0                 |                   |
| Manchester United |                   |                   |                   |                   |                   |                   |                   |                   |                   |                   |                   |
| 2021–22           | 30                | 18                | 1                 | 0                 | 7                 | 6                 | —                 | —                 | 38                | 24                |                   |
| 2022–23           | 10                | 1                 | 0                 | 0                 | 6                 | 2                 | —                 | —                 | 16                | 3                 |                   |
| Al Nassr          |                   |                   |                   |                   |                   |                   |                   |                   |                   |                   |                   |
| 2022–23           | 16                | 14                | 2                 | 0                 | —                 | —                 | 1                 | 0                 | 19                | 14                |                   |
| 2023–24           | 31                | 35                | 4                 | 3                 | 9                 | 6                 | 7                 | 6                 | 51                | 50                |                   |
| 2024–25           | 30                | 25                | 1                 | 0                 | 8                 | 8                 | 2                 | 2                 | 41                | 35                |                   |
| Total             | Total             | 728               | 572               | 89                | 48                | 212               | 157               | 31                | 23                | 1,060             | 800               |

### Estatísticas Internacionais
4 de junho de 2025
| ————————————————— |       |     |    |    |    |     |     |
| ————————————————— |       |     |    |    |    |     |     |
| Argentina         | 2005  | 3   | 0  | 2  | 0  | 5   | 0   |
| Argentina         | 2006  | 3   | 1  | 4  | 1  | 7   | 2   |
| Argentina         | 2007  | 10  | 4  | 4  | 2  | 14  | 6   |
| Argentina         | 2008  | 6   | 1  | 2  | 1  | 8   | 2   |
| Argentina         | 2009  | 8   | 1  | 2  | 2  | 10  | 3   |
| Argentina         | 2010  | 5   | 0  | 5  | 2  | 10  | 2   |
| Argentina         | 2011  | 8   | 2  | 5  | 2  | 13  | 4   |
| Argentina         | 2012  | 5   | 5  | 4  | 7  | 9   | 12  |
| Argentina         | 2013  | 5   | 3  | 2  | 3  | 7   | 6   |
| Argentina         | 2014  | 7   | 4  | 7  | 4  | 14  | 8   |
| Argentina         | 2015  | 6   | 1  | 2  | 3  | 8   | 4   |
| Argentina         | 2016  | 10  | 8  | 1  | 0  | 11  | 8   |
| Argentina         | 2017  | 5   | 4  | 2  | 0  | 7   | 4   |
| Argentina         | 2018  | 4   | 1  | 1  | 3  | 5   | 4   |
| Argentina         | 2019  | 6   | 1  | 4  | 4  | 10  | 5   |
| Argentina         | 2020  | 4   | 1  | 0  | 0  | 4   | 1   |
| Argentina         | 2021  | 16  | 9  | 0  | 0  | 16  | 9   |
| Argentina         | 2022  | 10  | 8  | 4  | 10 | 14  | 18  |
| Argentina         | 2023  | 5   | 3  | 3  | 5  | 8   | 8   |
| Argentina         | 2024  | 9   | 4  | 2  | 2  | 11  | 6   |
| Total             | Total | 135 | 61 | 56 | 51 | 191 | 112 |

| Cristiano Ronaldo | Cristiano Ronaldo | Cristiano Ronaldo | Cristiano Ronaldo | Cristiano Ronaldo | Cristiano Ronaldo | Cristiano Ronaldo | Cristiano Ronaldo |
| Seleção           | Ano               | Competitivas      | Competitivas      | Amistosos         | Amistosos         | Total             | Total             |
| Seleção           | Ano               | Jogos             | Gols              | Jogos             | Gols              | Jogos             | Gols              |
| ----------------- | ----------------- | ----------------- | ----------------- | ----------------- | ----------------- | ----------------- | ----------------- |
| Portugal          | 2003              | 0                 | 0                 | 2                 | 0                 | 2                 | 0                 |
| Portugal          | 2004              | 11                | 7                 | 5                 | 0                 | 16                | 7                 |
| Portugal          | 2005              | 7                 | 2                 | 4                 | 0                 | 11                | 2                 |
| Portugal          | 2006              | 10                | 4                 | 4                 | 2                 | 14                | 6                 |
| Portugal          | 2007              | 9                 | 5                 | 1                 | 0                 | 10                | 5                 |
| Portugal          | 2008              | 5                 | 1                 | 3                 | 0                 | 8                 | 1                 |
| Portugal          | 2009              | 5                 | 0                 | 2                 | 1                 | 7                 | 1                 |
| Portugal          | 2010              | 6                 | 3                 | 5                 | 0                 | 11                | 3                 |
| Portugal          | 2011              | 6                 | 5                 | 2                 | 2                 | 8                 | 7                 |
| Portugal          | 2012              | 9                 | 4                 | 4                 | 1                 | 13                | 5                 |
| Portugal          | 2013              | 6                 | 7                 | 3                 | 3                 | 9                 | 10                |
| Portugal          | 2014              | 5                 | 3                 | 4                 | 2                 | 9                 | 5                 |
| Portugal          | 2015              | 4                 | 3                 | 1                 | 0                 | 5                 | 3                 |
| Portugal          | 2016              | 10                | 10                | 3                 | 3                 | 13                | 13                |
| Portugal          | 2017              | 10                | 10                | 1                 | 1                 | 11                | 11                |
| Portugal          | 2018              | 4                 | 4                 | 3                 | 2                 | 7                 | 6                 |
| Portugal          | 2019              | 10                | 14                | 0                 | 0                 | 10                | 14                |
| Portugal          | 2020              | 4                 | 2                 | 2                 | 1                 | 6                 | 3                 |
| Portugal          | 2021              | 11                | 11                | 3                 | 2                 | 14                | 13                |
| Portugal          | 2022              | 12                | 3                 | 0                 | 0                 | 12                | 3                 |
| Portugal          | 2023              | 9                 | 10                | 0                 | 0                 | 9                 | 10                |
| Portugal          | 2024              | 10                | 5                 | 2                 | 2                 | 12                | 7                 |
| Portugal          | 2025              | 3                 | 2                 | 0                 | 0                 | 3                 | 2                 |
| Total             | Total             | 166               | 115               | 54                | 22                | 220               | 137               |

### Hat-tricks
19 de outubro de 2024
| 1  | Barcelona   | Real Madrid            | 3–3 (C) | 2006–07 La Liga                        | 2007 de março de 10     |
| 2  | Barcelona   | Atlético Madrid        | 3–1 (F) | 2008–09 Copa del Rey                   | 2009 de janeiro de 6    |
| 3  | Barcelona   | Tenerife               | 5–0 (F) | 2009–10 La Liga                        | 2010 de janeiro de 10   |
| 4  | Barcelona   | Valencia               | 3–0 (C) | 2009–10 La Liga                        | 2010 de março de 14     |
| 5  | Barcelona   | Zaragoza               | 4–2 (F) | 2009–10 La Liga                        | 2010 de março de 21     |
| 6  | Barcelona   | Arsenal 4              | 4–1 (C) | 2009–10 UEFA Champions League          | 2010 de abril de 6      |
| 7  | Barcelona   | Sevilla                | 4–0 (C) | 2010 Supercopa de España               | 2010 de agosto de 21    |
| 8  | Barcelona   | Almería                | 8–0 (F) | 2010–11 La Liga                        | 2010 de novembro de 20  |
| 9  | Barcelona   | Real Betis             | 5–0 (C) | 2010–11 Copa del Rey                   | 2011 de janeiro de 12   |
| 10 | Barcelona   | Atlético Madrid        | 3–0 (C) | 2010–11 La Liga                        | 2011 de fevereiro de 5  |
| 11 | Barcelona   | Osasuna                | 8–0 (C) | 2011–12 La Liga                        | 2011 de setembro de 17  |
| 12 | Barcelona   | Atlético Madrid        | 5–0 (C) | 2011–12 La Liga                        | 2011 de setembro de 24  |
| 13 | Barcelona   | Mallorca               | 5–0 (C) | 2011–12 La Liga                        | 2011 de outubro de 29   |
| 14 | Barcelona   | Viktoria Plzeň         | 4–0 (F) | 2011–12 UEFA Champions League          | 2011 de novembro de 1   |
| 15 | Barcelona   | Málaga                 | 4–1 (F) | 2011–12 La Liga                        | 2012 de janeiro de 22   |
| 16 | Barcelona   | Valencia 4             | 5–1 (C) | 2011–12 La Liga                        | 2012 de fevereiro de 19 |
| 17 | Argentina   | Suíça                  | 3–1 (F) | Amistoso                               | 2012 de fevereiro de 29 |
| 18 | Barcelona   | Bayer Leverkusen 5     | 7–1 (C) | 2011–12 UEFA Champions League          | 2012 de março de 7      |
| 19 | Barcelona   | Espanyol 4             | 4–0 (C) | 2011–12 La Liga                        | 2012 de março de 20     |
| 20 | Barcelona   | Granada                | 5–3 (C) | 2011–12 La Liga                        | 2012 de maio de 2       |
| 21 | Barcelona   | Málaga                 | 4–1 (C) | 2011–12 La Liga                        | 2012 de maio de 5       |
| 22 | Argentina   | Brasil                 | 4–3 (N) | Amistoso                               | 2012 de junho de 9      |
| 23 | Barcelona   | Deportivo La Coruña    | 5–4 (F) | 2012–13 La Liga                        | 2012 de outubro de 20   |
| 24 | Barcelona   | Osasuna 4              | 5–1 (C) | 2012–13 La Liga                        | 2013 de janeiro de 27   |
| 25 | Argentina   | Guatemala              | 4–0 (F) | Amistoso                               | 2013 de junho de 14     |
| 26 | Barcelona   | Valencia               | 3–2 (F) | 2013–14 La Liga                        | 2013 de setembro de 1   |
| 27 | Barcelona   | Ajax                   | 4–0 (C) | 2013–14 UEFA Champions League          | 2013 de setembro de 18  |
| 28 | Barcelona   | Osasuna                | 7–0 (C) | 2013–14 La Liga                        | 2014 de março de 16     |
| 29 | Barcelona   | Real Madrid            | 4–3 (F) | 2013–14 La Liga                        | 2014 de março de 23     |
| 30 | Barcelona   | Sevilla                | 5–1 (C) | 2014–15 La Liga                        | 2014 de novembro de 22  |
| 31 | Barcelona   | APOEL                  | 4–0 (C) | 2014–15 UEFA Champions League          | 2014 de novembro de 25  |
| 32 | Barcelona   | Espanyol               | 5–1 (C) | 2014–15 La Liga                        | 2014 de dezembro de 7   |
| 33 | Barcelona   | Deportivo La Coruña    | 4–0 (F) | 2014–15 La Liga                        | 2015 de janeiro de 18   |
| 34 | Barcelona   | Levante                | 5–0 (C) | 2014–15 La Liga                        | 2015 de fevereiro de 15 |
| 35 | Barcelona   | Rayo Vallecano         | 6–1 (C) | 2014–15 La Liga                        | 2015 de março de 15     |
| 36 | Barcelona   | Granada                | 4–0 (C) | 2015–16 La Liga                        | 2016 de janeiro de 9    |
| 37 | Barcelona   | Valencia               | 7–0 (C) | 2015–16 Copa del Rey                   | 2016 de fevereiro de 3  |
| 38 | Barcelona   | Rayo Vallecano         | 5–1 (F) | 2015–16 La Liga                        | 2016 de março de 3      |
| 39 | Argentina   | Panamá                 | 5–0 (N) | Copa América Centenario                | 2016 de junho de 10     |
| 40 | Barcelona   | Celtic                 | 7–0 (C) | 2016–17 UEFA Champions League          | 2016 de setembro de 13  |
| 41 | Barcelona   | Manchester City        | 4–0 (C) | 2016–17 UEFA Champions League          | 2016 de outubro de 19   |
| 42 | Barcelona   | Espanyol               | 5–0 (C) | 2017–18 La Liga                        | 2017 de setembro de 9   |
| 43 | Barcelona   | Eibar 4                | 6–1 (C) | 2017–18 La Liga                        | 2017 de setembro de 19  |
| 44 | Argentina   | Equador                | 3–1 (F) | Eliminatórias da Copa do Mundo de 2018 | 2017 de outubro de 10   |
| 45 | Barcelona   | Leganés                | 3–1 (C) | 2017–18 La Liga                        | 2018 de abril de 7      |
| 46 | Barcelona   | Deportivo La Coruña    | 4–2 (F) | 2017–18 La Liga                        | 2018 de abril de 29     |
| 47 | Argentina   | Haiti                  | 4–0 (C) | Amistoso                               | 2018 de maio de 29      |
| 48 | Barcelona   | PSV Eindhoven          | 4–0 (C) | 2018–19 UEFA Champions League          | 2018 de setembro de 18  |
| 49 | Barcelona   | Levante                | 5–0 (F) | 2018–19 La Liga                        | 2018 de dezembro de 16  |
| 50 | Barcelona   | Sevilla                | 4–2 (F) | 2018–19 La Liga                        | 2019 de fevereiro de 23 |
| 51 | Barcelona   | Real Betis             | 4–1 (F) | 2018–19 La Liga                        | 2019 de março de 17     |
| 52 | Barcelona   | Celta Vigo             | 4–1 (C) | 2019–20 La Liga                        | 2019 de novembro de 9   |
| 53 | Barcelona   | Mallorca               | 5–2 (C) | 2019–20 La Liga                        | 2019 de dezembro de 7   |
| 54 | Barcelona   | Eibar 4                | 5–0 (C) | 2019–20 La Liga                        | 2020 de fevereiro de 22 |
| 55 | Argentina   | Bolívia                | 3–0 (C) | Eliminatórias da Copa do Mundo de 2022 | 2021 de setembro de 9   |
| 56 | Argentina   | Estônia 5              | 5–0 (N) | Amistoso                               | 2022 de junho de 5      |
| 57 | Argentina   | Curaçao                | 7–0 (C) | Amistoso                               | 2023 de março de 28     |
| 58 | Argentina   | Bolívia                | 6–0 (C) | Eliminatórias da Copa do Mundo de 2026 | 2024 de outubro de 15   |
| 59 | Inter Miami | New England Revolution | 6–2 (C) | 2024 Major League Soccer season        | 2024 de outubro de 19   |

| 1  | Manchester United | Newcastle United    | 6–0 (C)   | 2007–08 Premier League                           | 2008 de janeiro de 12   |
| 2  | Real Madrid       | Mallorca            | 4–1 (F)   | 2009–10 La Liga                                  | 2010 de maio de 5       |
| 3  | Real Madrid       | Racing Santander 4  | 6–1 (C)   | 2010–11 La Liga                                  | 2010 de outubro de 23   |
| 4  | Real Madrid       | Athletic Bilbao     | 5–1 (C)   | 2010–11 La Liga                                  | 2010 de novembro de 20  |
| 5  | Real Madrid       | Levante             | 8–0 (C)   | 2010–11 Copa del Rey                             | 2010 de dezembro de 22  |
| 6  | Real Madrid       | Villarreal          | 4–2 (C)   | 2010–11 La Liga                                  | 2011 de janeiro de 9    |
| 7  | Real Madrid       | Málaga              | 7–0 (C)   | 2010–11 La Liga                                  | 2011 de março de 3      |
| 8  | Real Madrid       | Sevilla 4           | 6–2 (F)   | 2010–11 La Liga                                  | 2011 de maio de 7       |
| 9  | Real Madrid       | Getafe              | 4–0 (C)   | 2010–11 La Liga                                  | 2011 de maio de 10      |
| 10 | Real Madrid       | Zaragoza            | 6–0 (F)   | 2011–12 La Liga                                  | 2011 de agosto de 28    |
| 11 | Real Madrid       | Rayo Vallecano 4    | 6–2 (C)   | 2011–12 La Liga                                  | 2011 de setembro de 24  |
| 12 | Real Madrid       | Málaga              | 4–0 (F)   | 2011–12 La Liga                                  | 2011 de outubro de 22   |
| 13 | Real Madrid       | Osasuna             | 7–1 (C)   | 2011–12 La Liga                                  | 2011 de novembro de 6   |
| 14 | Real Madrid       | Sevilla             | 6–2 (F)   | 2011–12 La Liga                                  | 2011 de dezembro de 17  |
| 15 | Real Madrid       | Levante             | 4–2 (C)   | 2011–12 La Liga                                  | 2012 de fevereiro de 12 |
| 16 | Real Madrid       | Atlético Madrid     | 4–1 (F)   | 2011–12 La Liga                                  | 2012 de abril de 11     |
| 17 | Real Madrid       | Deportivo La Coruña | 5–1 (C)   | 2012–13 La Liga                                  | 2012 de setembro de 30  |
| 18 | Real Madrid       | Ajax                | 4–1 (F)   | 2012–13 UEFA Champions League                    | 2012 de outubro de 3    |
| 19 | Real Madrid       | Celta Vigo          | 4–0 (C)   | 2012–13 Copa del Rey                             | 2013 de janeiro de 9    |
| 20 | Real Madrid       | Getafe              | 4–0 (C)   | 2012–13 La Liga                                  | 2013 de janeiro de 27   |
| 21 | Real Madrid       | Sevilla             | 4–1 (C)   | 2012–13 La Liga                                  | 2013 de fevereiro de 9  |
| 22 | Portugal          | Irlanda do Norte    | 4–2 (F)   | Eliminatórias da Copa do Mundo de 2014           | 2013 de setembro de 6   |
| 23 | Real Madrid       | Galatasaray         | 6–1 (F)   | 2013–14 UEFA Champions League                    | 2013 de setembro de 17  |
| 24 | Real Madrid       | Sevilla             | 7–3 (C)   | 2013–14 La Liga                                  | 2013 de outubro de 30   |
| 25 | Real Madrid       | Real Sociedad       | 5–1 (C)   | 2013–14 La Liga                                  | 2013 de novembro de 9   |
| 26 | Portugal          | Suécia              | 3–2 (F)   | Eliminatórias da Copa do Mundo de 2014           | 2013 de novembro de 19  |
| 27 | Real Madrid       | Deportivo La Coruña | 8–2 (F)   | 2014–15 La Liga                                  | 2014 de setembro de 20  |
| 28 | Real Madrid       | Elche 4             | 5–1 (C)   | 2014–15 La Liga                                  | 2014 de setembro de 23  |
| 29 | Real Madrid       | Athletic Bilbao     | 5–0 (C)   | 2014–15 La Liga                                  | 2014 de outubro de 5    |
| 30 | Real Madrid       | Celta Vigo          | 3–0 (C)   | 2014–15 La Liga                                  | 2014 de dezembro de 6   |
| 31 | Real Madrid       | Granada 5           | 9–1 (C)   | 2014–15 La Liga                                  | 2015 de abril de 5      |
| 32 | Real Madrid       | Sevilla             | 3–2 (F)   | 2014–15 La Liga                                  | 2015 de maio de 2       |
| 33 | Real Madrid       | Espanyol            | 3–1 (F)   | 2014–15 La Liga                                  | 2015 de maio de 17      |
| 34 | Real Madrid       | Getafe              | 7–3 (C)   | 2014–15 La Liga                                  | 2015 de maio de 23      |
| 35 | Portugal          | Armênia             | 3–2 (F)   | UEFA Euro 2016 qualifying                        | 2015 de junho de 13     |
| 36 | Real Madrid       | Espanyol 5          | 6–0 (F)   | 2015–16 La Liga                                  | 2015 de setembro de 12  |
| 37 | Real Madrid       | Shakhtar Donetsk    | 4–0 (C)   | 2015–16 UEFA Champions League                    | 2015 de setembro de 15  |
| 38 | Real Madrid       | Malmö FF 4          | 8–0 (C)   | 2015–16 UEFA Champions League                    | 2015 de dezembro de 8   |
| 39 | Real Madrid       | Espanyol            | 6–0 (C)   | 2015–16 La Liga                                  | 2016 de janeiro de 31   |
| 40 | Real Madrid       | Celta Vigo 4        | 7–1 (C)   | 2015–16 La Liga                                  | 2016 de março de 5      |
| 41 | Real Madrid       | VfL Wolfsburg       | 3–0 (C)   | 2015–16 UEFA Champions League                    | 2016 de abril de 12     |
| 42 | Portugal          | Andorra 4           | 6–0 (C)   | Eliminatórias da Copa do Mundo de 2018           | 2016 de outubro de 7    |
| 43 | Real Madrid       | Alavés              | 4–1 (F)   | 2016–17 La Liga                                  | 2016 de outubro de 29   |
| 44 | Real Madrid       | Atlético Madrid     | 3–0 (F)   | 2016–17 La Liga                                  | 2016 de novembro de 19  |
| 45 | Real Madrid       | Kashima Antlers     | 4–2 (N)   | 2016 FIFA Club World Cup                         | 2016 de dezembro de 18  |
| 46 | Real Madrid       | Bayern Munich       | 4–2 (C)   | 2016–17 UEFA Champions League                    | 2017 de abril de 18     |
| 47 | Real Madrid       | Atlético Madrid     | 3–0 (C)   | 2016–17 UEFA Champions League                    | 2017 de maio de 2       |
| 48 | Portugal          | Ilhas Faroe         | 5–1 (C)   | Eliminación de la Copa Mundial de 2018           | 2017 de agosto de 31    |
| 49 | Real Madrid       | Real Sociedad       | 5–2 (C)   | 2017–18 La Liga                                  | 2018 de fevereiro de 10 |
| 50 | Real Madrid       | Girona 4            | 6–3 (C)   | 2017–18 La Liga                                  | 2018 de março de 18     |
| 51 | Portugal          | Espanha             | 3–3 (N)   | 2018 FIFA World Cup                              | 2018 de junho de 15     |
| 52 | Juventus          | Atlético Madrid     | 3–0 (C)   | 2018–19 UEFA Champions League                    | 2019 de março de 12     |
| 53 | Portugal          | Suíça               | 3–1 (C)   | 2019 UEFA Nations League Finals                  | 2019 de junho de 5      |
| 54 | Portugal          | Lituânia 4          | 5–1 (F)   | UEFA Euro 2020 qualifying                        | 2019 de setembro de 10  |
| 55 | Portugal          | Lituânia            | 6–0 (C)   | UEFA Euro 2020 qualifying                        | 2019 de novembro de 14  |
| 56 | Juventus          | Cagliari            | 4–0 (C)\| | 2019–20 Serie A                                  | 2019 de janeiro de 6    |
| 57 | Juventus          | Cagliari            | 3–1 (F)   | 2020–21 Serie A                                  | 2020 de março de 14     |
| 58 | Portugal          | Luxemburgo          | 5–0 (C)   | 2022 FIFA World Cup qualification – UEFA Group A | 2020 de outubro de 12   |
| 59 | Manchester United | Tottenham Hotspur   | 3–2 (C)   | 2021–22 Premier League                           | 2021 de março de 12     |
| 60 | Manchester United | Norwich City        | 3–2 (C)   | 2021–22 Premier League                           | 2022 de abril de 16     |
| 61 | Al Nassr          | Al Wehda 4          | 4–0 (F)   | 2022–23 Saudi Pro League                         | 2023 de fevereiro de 9  |
| 62 | Al Nassr          | Damaca              | 3–0 (F)   | 2022–23 Saudi Pro League                         | 2023 de fevereiro de 25 |
| 63 | Al Nassr          | Al Fateh            | 5–0 (F)   | 2023–24 Saudi Pro League                         | 2023 de agosto de 25    |
| 64 | Al Nassr          | Al-Tai              | 5–1 (C)   | 2023–24 Saudi Pro League                         | 2024 de março de 30     |
| 65 | Al Nassr          | Abha                | 8–0 (F)   | 2023–24 Saudi Pro League                         | 2024 de abril de 2      |
| 66 | Al Nassr          | Al Wehda            | 6–0 (C)\| | 2023–24 Saudi Pro League                         | 2024 de maio de 4       |